# شوتو
شوتو هي منظمة رياضية قتالية وفنون قتالية مختلطة تحكمها جمعية شوتو ولجنة شوتو الدولية.